# Longburton
Longburton – wieś w Anglii, w hrabstwie Dorset, w dystrykcie (unitary authority) Dorset. Leży 24 km na północ od miasta Dorchester i 179 km na zachód od Londynu. Miejscowość liczy 435 mieszkańców.